# Карлсграбен
Карлсграбен (нем. Karlsgraben — канал Карла; лат. Fossa carolina) — фрагментарно сохранившийся судоходный канал каролингской эпохи, соединявший реки Швабский Рецат и Альтмюль в современной Баварии, между городами Вайсенбург и Тройхтлинген. Проложенный в 790-х годах по приказанию Карла Великого канал должен был соединить речные системы Рейна и Дуная, впадающих в Северное и Чёрное моря, и служил, вероятно, для облегчения торговли во франкском королевстве.
Согласно современным представлениям, подготовительные работы для строительства канала начались в 792 году; прокладка самого канала была фактически полностью осуществлена в 793 году. Распространённое утверждение, что позднее начало строительства, совпавшее с периодом осенних дождей, крайне затруднявших работу, привело к остановке работ, рассматривается в настоящее время как не заслуживающее доверия, поскольку многочисленные источники периода правления Карла Великого повествуют о завершённом и используемом по назначению канале. То обстоятельство, что Карлсграбен был впоследствии заброшен, может быть объяснено техническими сложностями его эксплуатации. С другой стороны, не исключено, что канал оставался судоходным на протяжении гораздо более длительного времени.
Осенью 2012 года и летом 2016 года на одном из отрезков канала начались обширные археологические изыскания университетов Йены и Лейпцига в сотрудничестве с Баварским комитетом по защите исторического наследия, установившие, что канал на всём своём протяжении имел ширину 3—5 метров и, вероятно, глубину около 70 см. При этом для укрепления береговой линии были использованы многие десятки тысяч дубовых свай, заготовленные — согласно данным дендрохронологического анализа — в период между летом 792 и осенью 793 годов. Что, в свою очередь, коррелирует со свидетельствами Annales regni Francorum и Анналами Эйнхарда, согласно которым Карлсграбен был обустроен осенью 793 года и Карл Великий лично контролировал его строительство.
В настоящее время следы земляных работ прослеживаются на значительном протяжении бывшего канала, непосредственно заполнен водой участок длиной около 1200 м с максимальной глубиной 5 м.
Канал начинается в посёлке Грабен, где он имеет вид небольшого пруда, от которого он тянется на север параллельно существующей линии железной дороги. Здесь же начинаются валы вынутой земли, покрытые лесом, высота которых постепенно повышается, а сам канал постепенно сходит на нет, и у дома, стоящего у самой железной дороги, никаких следов не видно. Но за железной дорогой валы возникают снова и образуют чётко заметную ложбину, также исчезающую в сторону автодороги № 2.
У самого дома находится своеобразный колодец, имеющий вид памятника, надпись на котором говорит, что здесь проходит водораздел между бассейнами Чёрного и Северного морей.

## Галерея

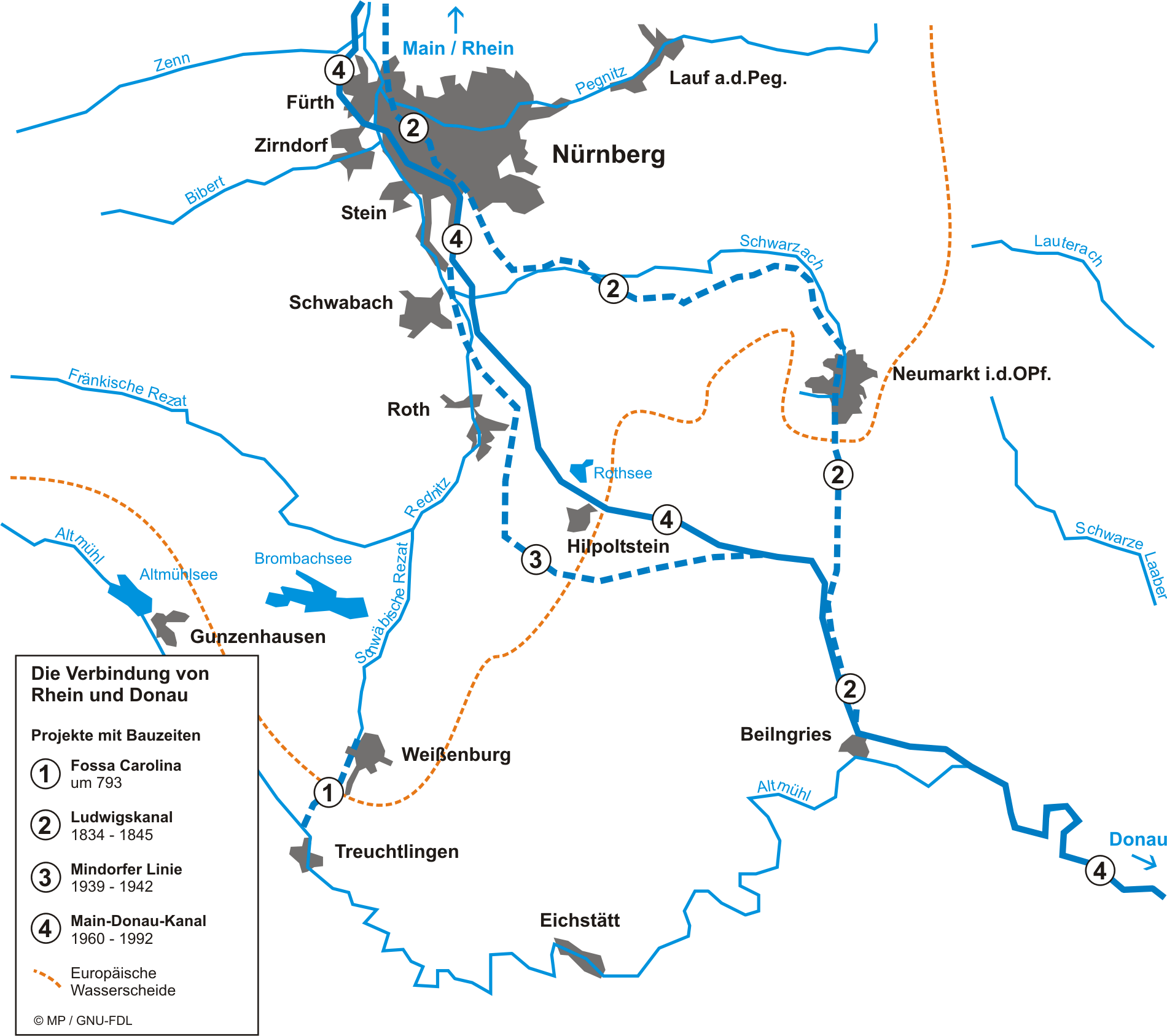
1 — Карлсграбен
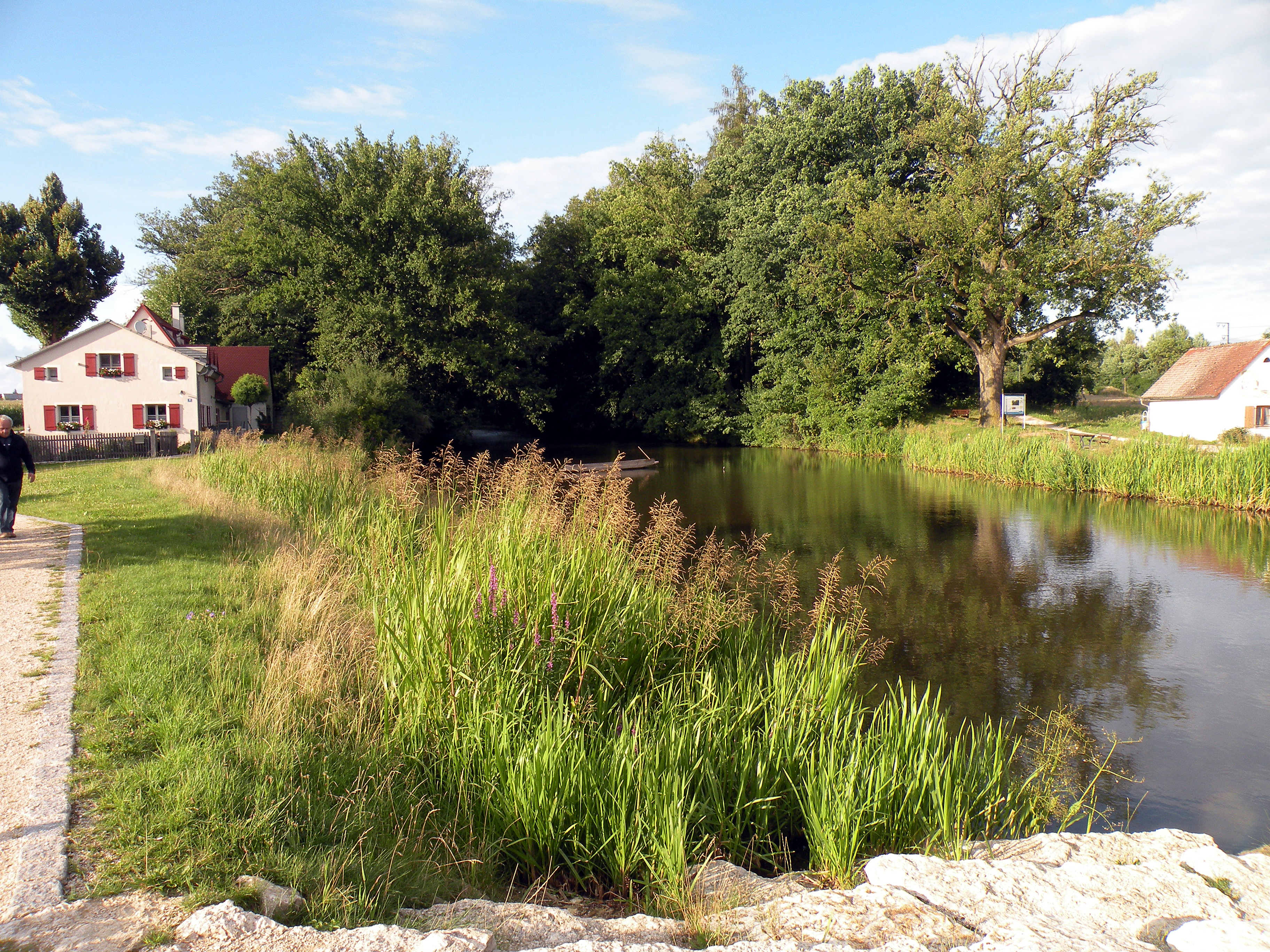
Южная оконечность канала
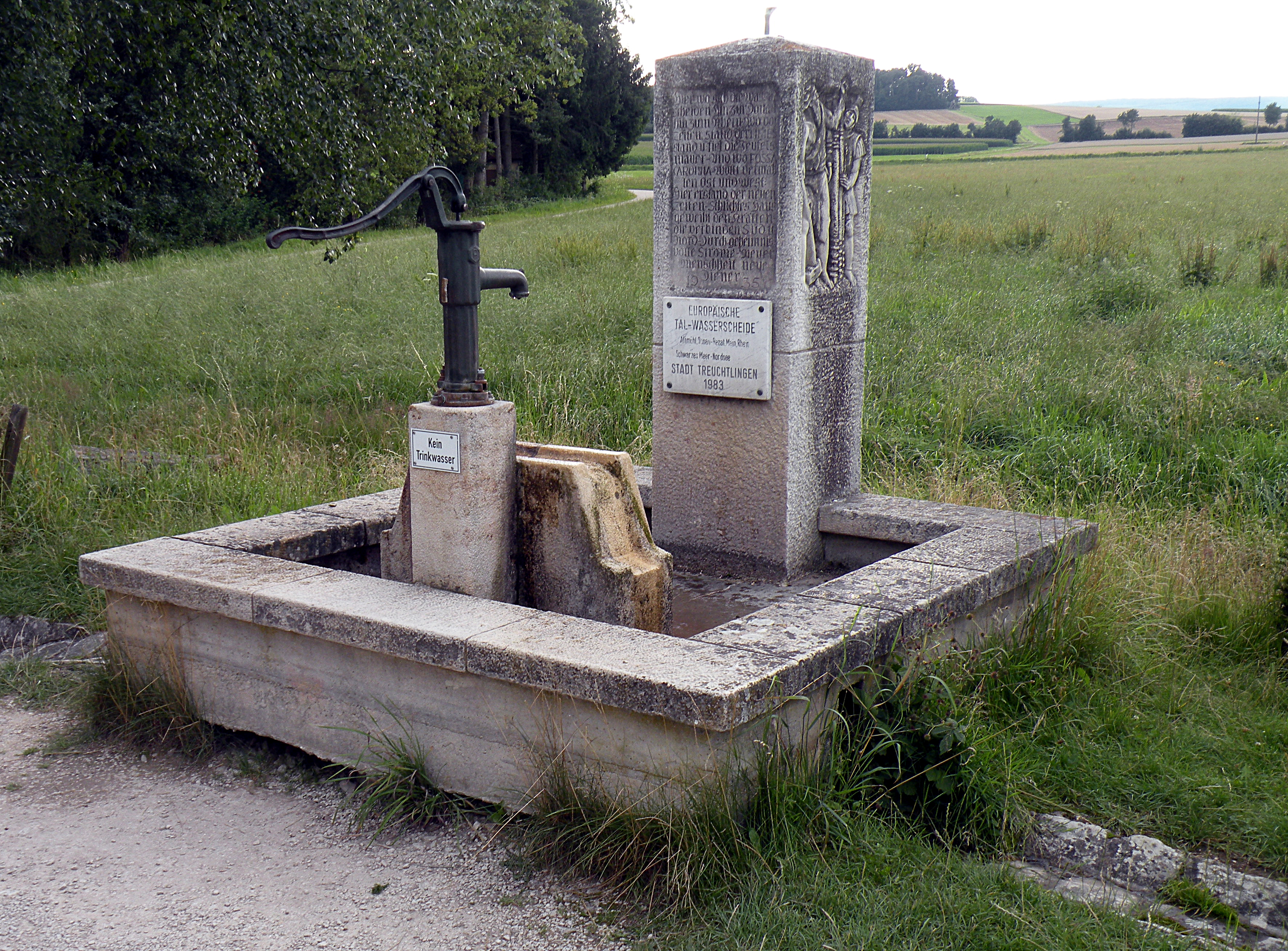
Колодец на водоразделе Чёрного и Северного морей
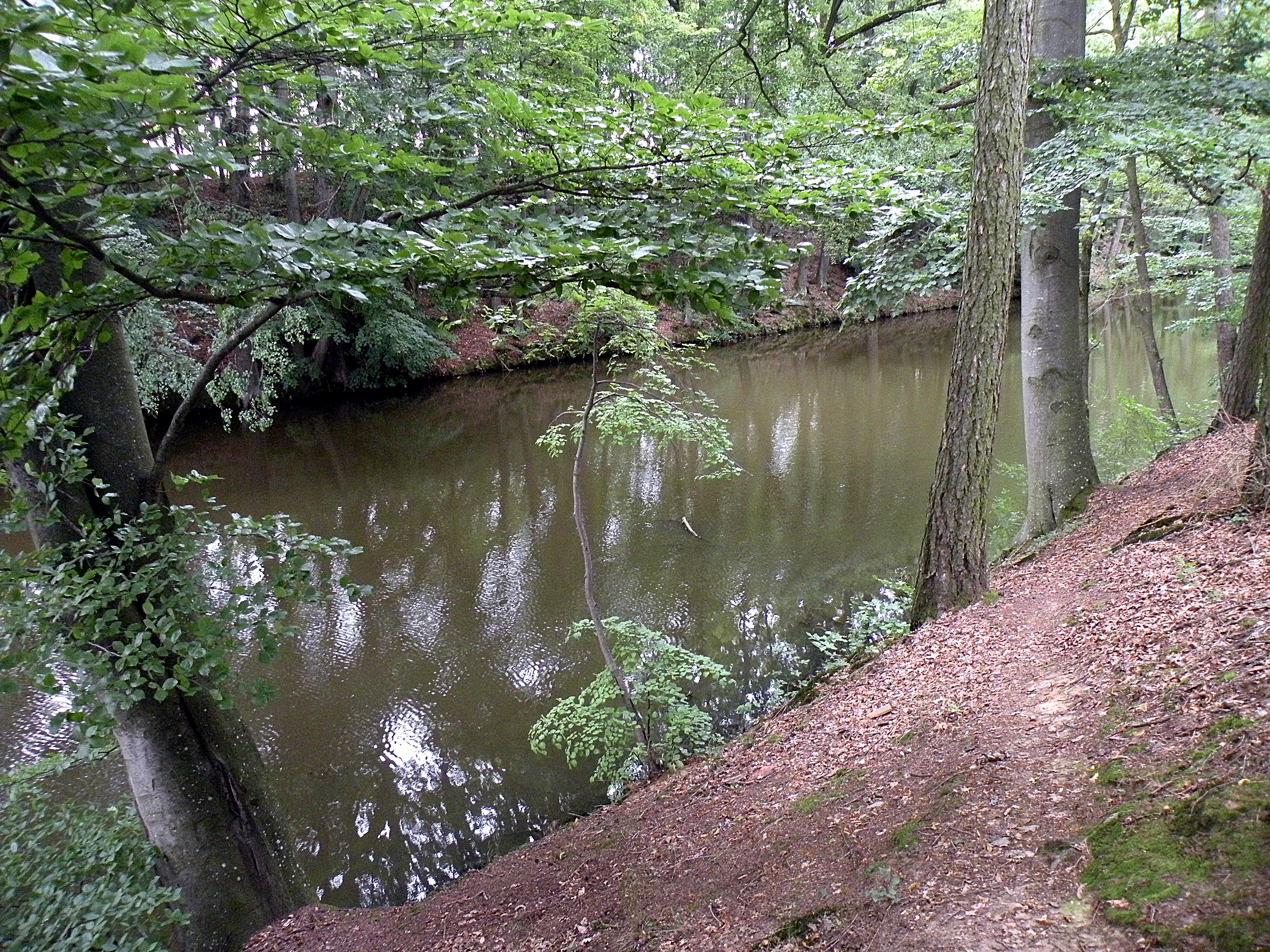
Валы по сторонам канала
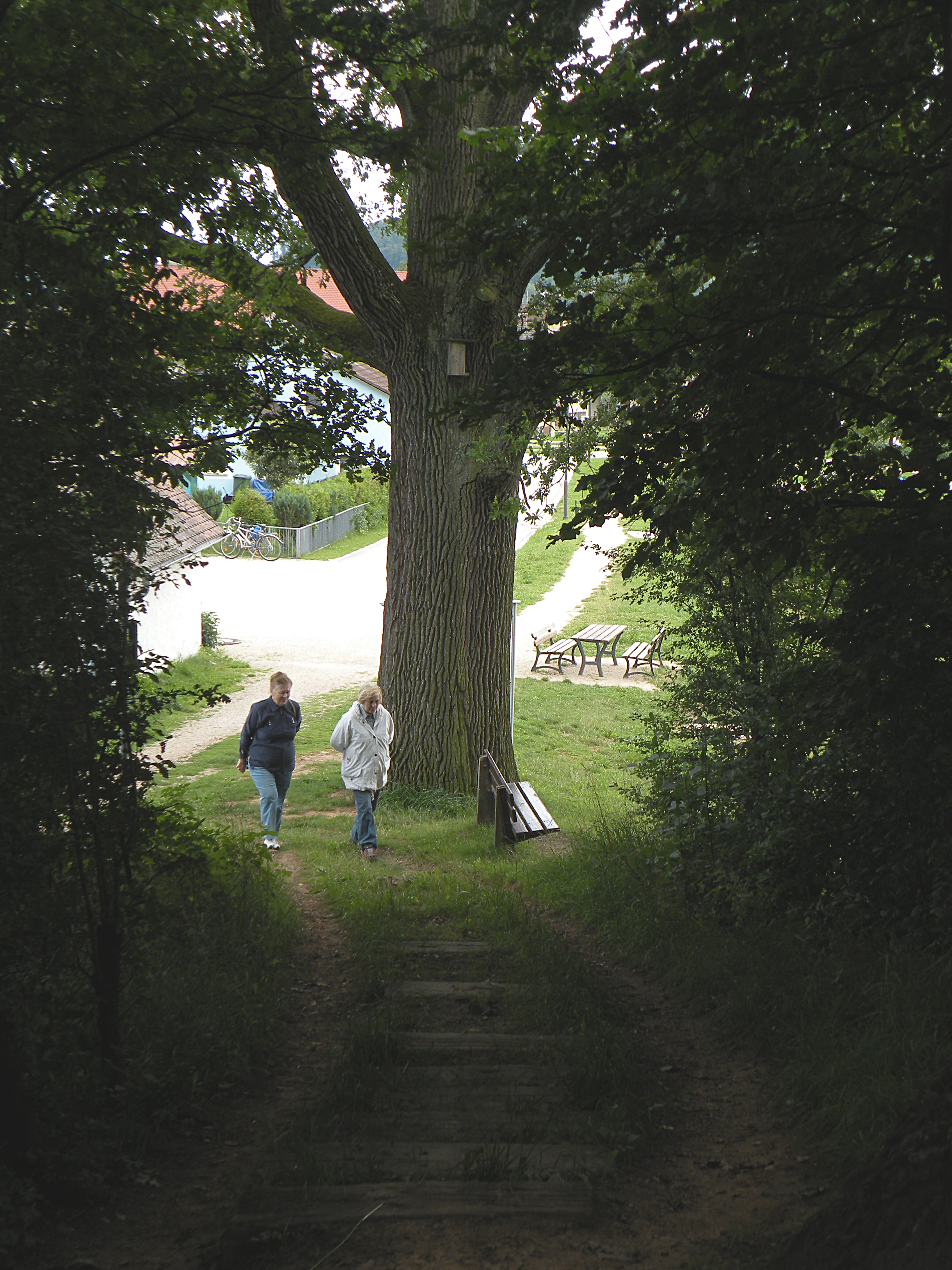
Подъём на вал и один из столетних дубов в южной части валов
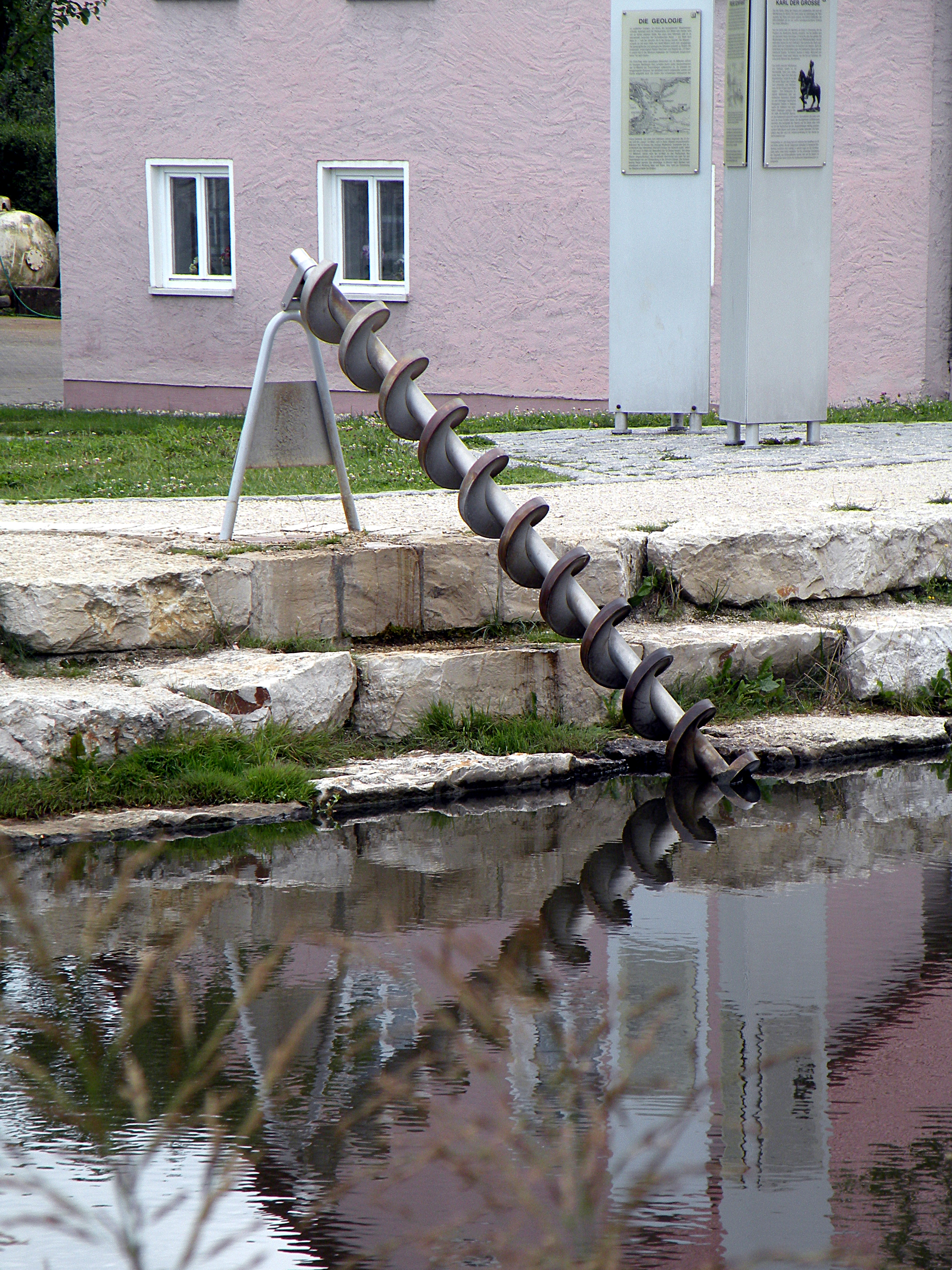
Архимедов винт и стационарные информационные стенды
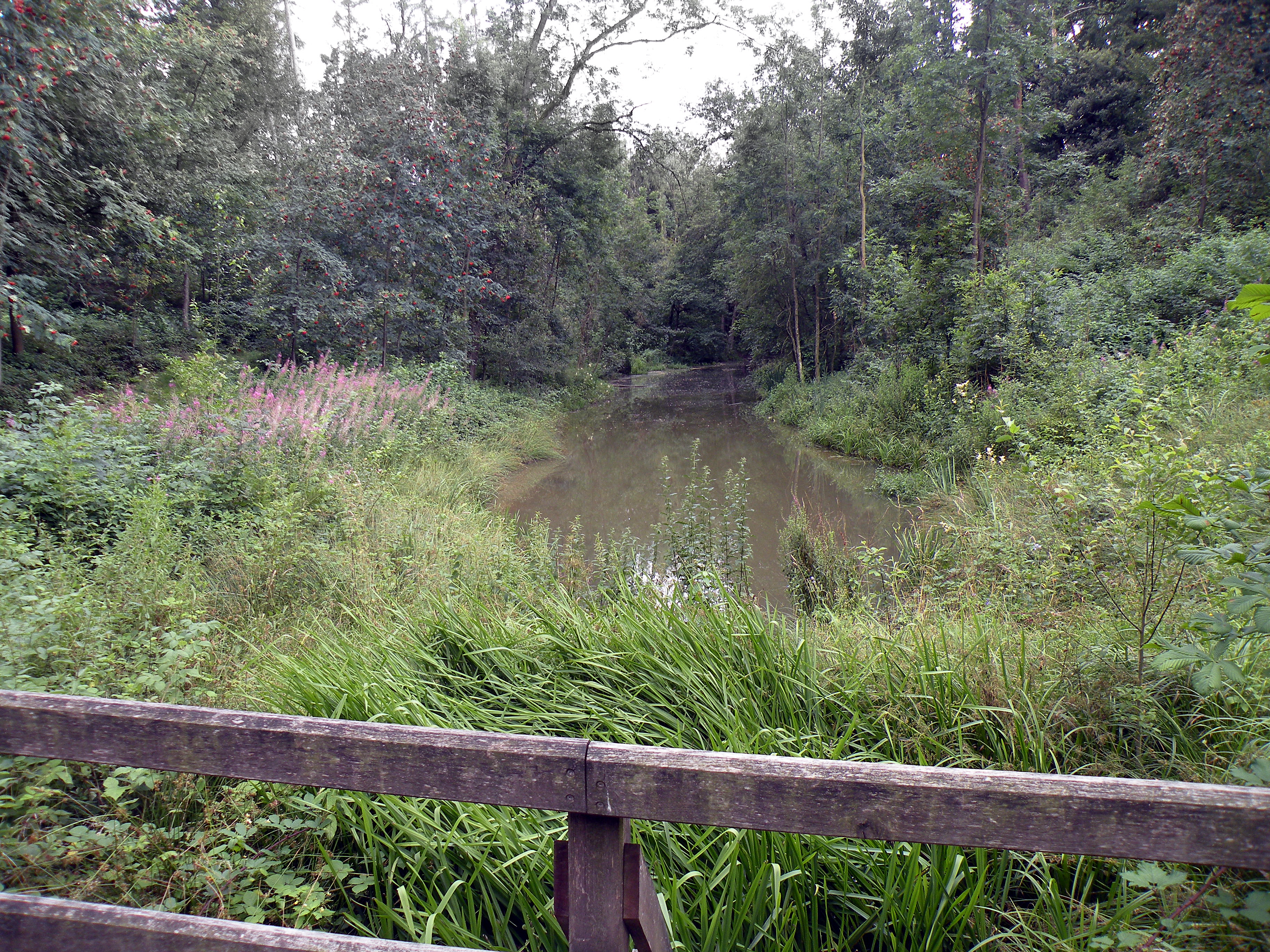
Северная оконечность канала